# Biatlon na Zimních olympijských hrách 1988
Biatlon na Zimních olympijských hrách 1988 v Canmore.

## Medailové pořadí zemí
| Pořadí | Země                                 | Zlato | Stříbro | Bronz | Celkově |
| ------ | ------------------------------------ | ----- | ------- | ----- | ------- |
| 1.     | Německá demokratická republika (GDR) | 2     | 0       | 0     | 2       |
| 2.     | Sovětský svaz (URS)                  | 1     | 2       | 1     | 4       |
| 3.     | Západní Německo (FRG)                | 0     | 1       | 0     | 1       |
| 4.     | Itálie (ITA)                         | 0     | 0       | 2     | 2       |
|        | Celkem                               | 3     | 3       | 3     | 9       |

## Medailisté

### Muži
| Disciplína         | Zlato                                                                                        | Výkon     | Stříbro                                                                            | Výkon     | Bronz                                                                              | Výkon     |
| ------------------ | -------------------------------------------------------------------------------------------- | --------- | ---------------------------------------------------------------------------------- | --------- | ---------------------------------------------------------------------------------- | --------- |
| vytrvalostní závod | Frank-Peter Roetsch · Německá demokratická republika (GDR)                                   | 56:33,3   | Valerij Medvědcev · Sovětský svaz (URS)                                            | 56:54,6   | Johann Passler · Itálie (ITA)                                                      | 57:10,1   |
| sprint             | Frank-Peter Roetsch · Německá demokratická republika (GDR)                                   | 25:08,1   | Valerij Medvědcev · Sovětský svaz (URS)                                            | 25:23,7   | Sergej Čepikov · Sovětský svaz (URS)                                               | 25:29,4   |
| štafeta            | Sovětský svaz (URS) · Dmitrij Vasiljev · Sergej Čepikov · Alexandr Popov · Valerij Medvědcev | 1:24:43,5 | Západní Německo (FRG) · Ernst Reiter · Stefan Höck · Peter Angerer · Fritz Fischer | 1:25:06,3 | Itálie (ITA) · Werner Kiem · Gottlieb Taschler · Johann Passler · Andreas Zingerle | 1:25:38,2 |